# クリプト・ドットコム・アリーナ

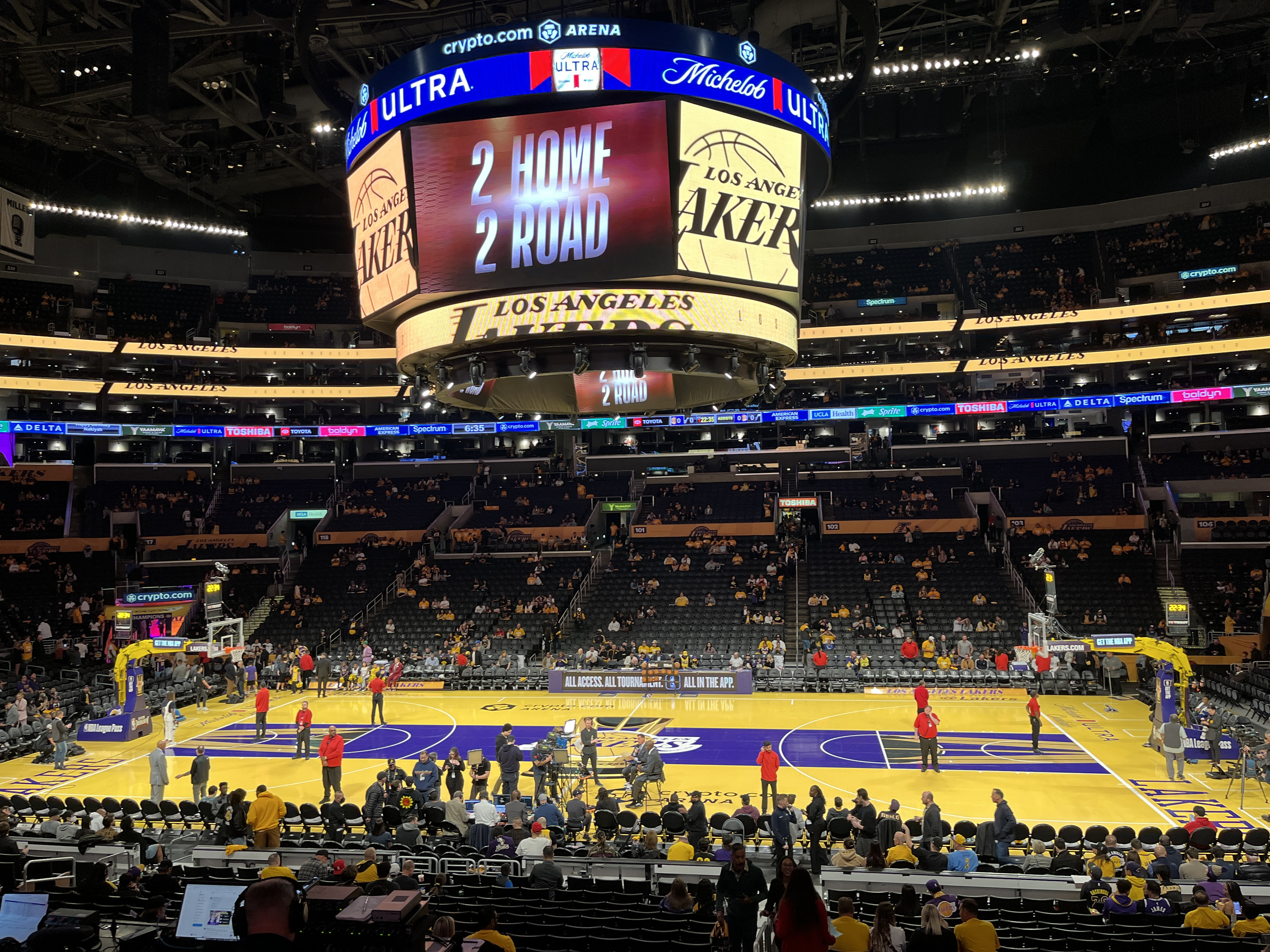
ロサンゼルス・レイカーズホーム試合の際のアリーナ

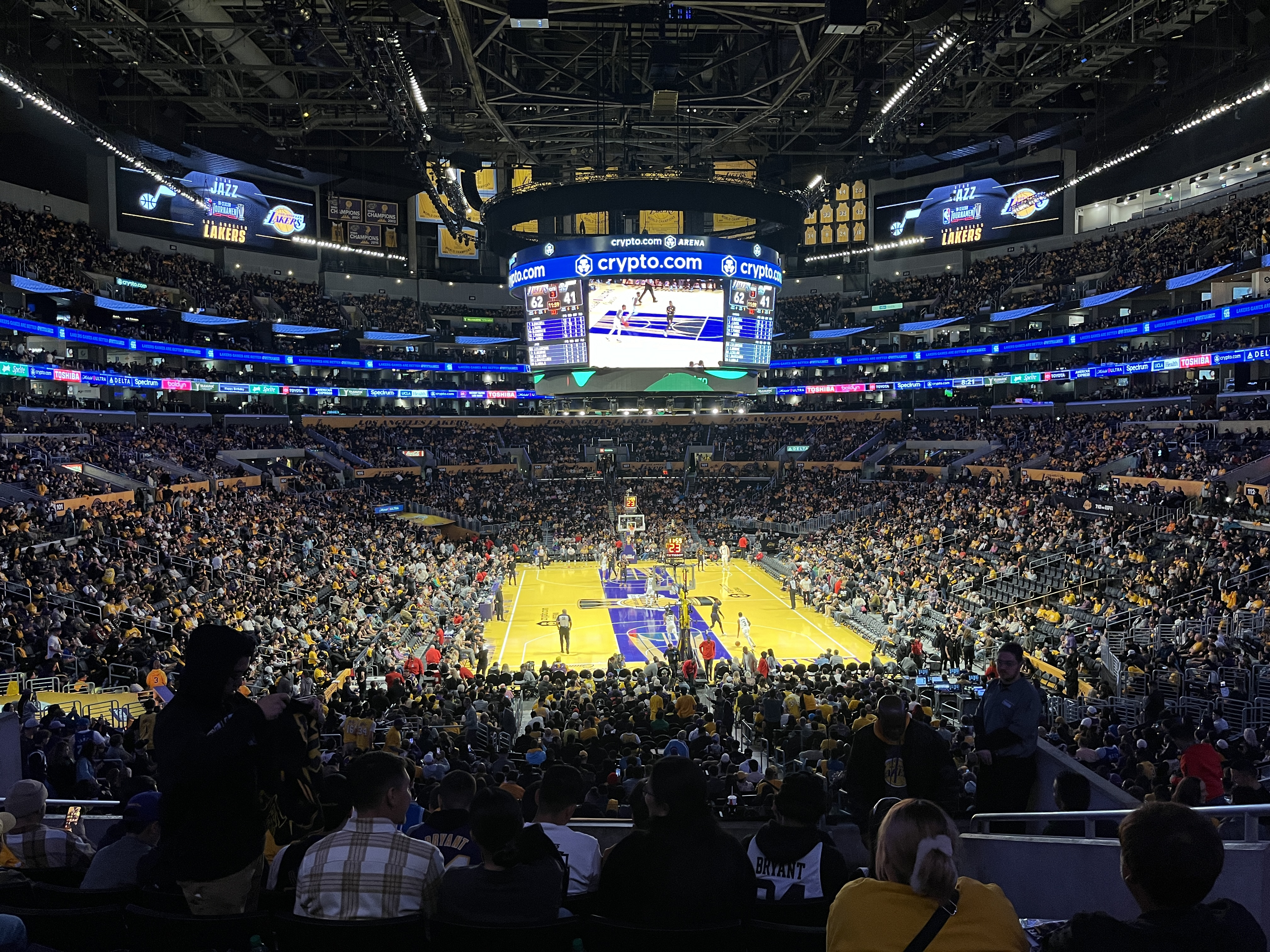
アリーナ内遠景

クリプト・ドットコム・アリーナ（Crypto.com Arena）は、ロサンゼルス・ダウンタウンにある屋内競技場。アンシュッツ・エンターテイメント・グループ (AEG) が3億7500万ドルの建設費をかけて建設し、1999年に完成した。
完成当初は事務用品販売のステイプルズが命名権を保有し、ステイプルズ・センター（Staples Center）と称していたが、2021年に暗号通貨会社のクリプト・ドットコムが命名権を取得して現在の名称となっている。年間250のイベント、400万人が訪れている。
NBAのロサンゼルス・レイカーズ、WNBAのロサンゼルス・スパークス、NHLのロサンゼルス・キングスの本拠地である。
センターの外には、NBA選手ジェリー・ウエスト、カリーム・アブドゥル・ジャバー、マジック・ジョンソン、シャキール・オニール、NHL選手ウェイン・グレツキー、プロボクサーオスカー・デ・ラ・ホーヤの銅像が立てられている。

## 概要
1999年10月17日にこけら落し公演のブルース・スプリングスティーンとEストリートバンドのコンサートが行われた。毎年2月には世界最大の音楽祭・グラミー賞が行われている。2000年に民主党全国大会が行われた。
2002年の全米フィギュアスケート選手権（ソルトレーク五輪選考会）、NHLオールスターゲーム、2004年のNBAオールスターゲーム、2002年から2005年にかけてWTAツアー選手権などが行われている。
2006年1月22日に行われたレイカーズ対トロント・ラプターズ戦で、コービー・ブライアントがNBA史上歴代2位の1試合81得点を記録した。
WWEでは2005年のレッスルマニア21が行われ、2009年からはサマースラムの会場として毎年使用されている。2009年3月には世界フィギュアスケート選手権が開催された。2009年7月7日、マイケル・ジャクソン公開追悼式の会場となった。
2021年11月16日、シンガポールに本社を置く暗号通貨プラットフォームおよび取引所のクリプト・ドットコム（Crypto.com）がネーミングライツ契約を結んで、同年12月25日からクリプト・ドットコム・アリーナ（Crypto.com Arena）に変更されることが発表された。契約額は20年以上・7億ドルと報じられている。

## アリーナ
チームに特有のロッカールームを含む合計12のロッカーと更衣室が、レイカーズ、クリッパーズとキングスのためにあり、一連の会議室が、取付けられた3階建高層オフィスビルで、スイートレベルとさらなる部屋でバンク・オブ・アメリカ会議室の面積を含むアリーナにある。アリーナレストランとクラブスペースを含む施設がスイートレベルにあり、アリーナを見渡すこともできる。
収容人数はコンサートで20,000人、バスケットボールで18,997人、アイスホッケーとアリーナフットボールで18,118人を収容。最多入場者数記録は、2009年1月24日のボクシングWBA世界ウェルター級タイトルマッチ（アントニオ・マルガリート対シェーン・モズリー）の20,820人。